# Medalha e Palestra Matthew Flinders
A Medalha e Palestra Matthew Flinders (em inglês:  Matthew Flinders Medal and Lecture) da Academia Australiana de Ciências é concedida bi-anualmente em reconhecimento a pesquisa excepcional por cientistas australianos em ciências físicas. As nomeações podem ser feitas apenas por fellows da academia.

## Recipientes
Fonte: Página oficial
- 1957 – Joseph Pawsey[1]
- 1959 – Frank Burnet[2]
- 1961 – Marcus Oliphant[3]
- 1963 – John Eccles[4]
- 1965 – John Stuart Anderson[5]
- 1967 – Frank Fenner[6]
- 1969 – Keith Edward Bullen[7]
- 1972 – Arthur Birch[8]
- 1974 – John Paul Wild[9]
- 1976 – Charles Priestley[10]
- 1978 – Alfred Ringwood[11]
- 1980 – Alan Walsh[12]
- 1982 – Robert Hanbury Brown[13]
- 1984 – Bernhard Neumann[14]
- 1986 – Jacob Israelachvili[15]
- 1988 – Ronald Drayton Brown[16]
- 1990 – Stewart Turner[17]
- 1992 – Brian Anderson[18]
- 1994 – Noel Hush[19]
- 1996 – William Roderick Blevin[20]
- 1998 – William Compston[21]
- 2000 – David Boger[22]
- 2002 – Alan Sargeson[23]
- 2005 – Ronald Ekers[24]
- 2007 – Peter Gavin Hall[25]
- 2009 – Bruce McKellar[26]
- 2011 – Brian Kennett[27]
- 2013 – Kenneth Charles Freeman[28]
- 2015 – Kurt Lambeck[29]
- 2017 - Barry Ninham[30]